# آلیس پانیکیان
آلیس پانیکیان (ارمنی: ԱԼԻՍԱ ՓԱՆԻԿՅԱՆ؛ بلغاری: Алис Паникян زادهٔ ۲۳ مهٔ ۱۹۸۵) یک روزنامه‌نگار، مدل، مجری تلویزیونی و دارنده عنوان مسابقه ملکه زیبایی ارمنی‌تبار زاده بلغارستان که در کانادا اقامت دارد که در تاریخ ۲۱ مارس ۲۰۰۶ برنده دوشیزه جهان کانادا شد.